# Спецпогашення
Спецпогашення — це погашення спеціальним поштовим штемпелем поштових конвертів та марок, випущених з нагоди великих та пам’ятних подій. Відмінністю від стандартних поштових штемпелів є зовнішнє оформлення. Спецпогашення має особливе значення для філателістів, які збирають ювілейні марки та конверти.
Спеціальний поштовий штемпель виготовляється Українським державним підприємством поштового зв’язку „Укрпошта” і використовується лише один день. Відмінністю від поштових штемпелів стандартного зразка є зовнішнє оформлення. Дата, зазначена на поштовому штемпелі, відповідає дню ювілею. На ньому також зазначається назва події і зображується художній малюнок.
Спецпогашення має визначне історичне значення. Саме завдяки йому пам’ять про знаменну дату залишається в історії людства. Ювілейні конверти з відбитком святкового штемпеля займають почесні місця в колекціях філателістів усього світу.
«Укрпошта» відзначає найважливіші події, що відбуваються в житті України, проведенням погашення поштових марок та конвертів, спеціально виготовленим поштовим штемпелем до урочистої дати, який існуватиме тільки один день.
Спецпогашення марок і конвертів є своєрідним внеском «Укрпошти» у відзначення ювілейної дати в історії регіону та її увічнення у предметах філателії.
Ювілейні конверти з відбитком штемпеля займають почесні місця в колекціях філателістів.